# Dyscia vernalis
Dyscia vernalis là một loài bướm đêm trong họ Geometridae.